# Pirománia
A pirománia (orvosi neve: pyromania) egy kóros gyújtogatás formájában megjelenő betegség, amelyet az impulzuskontroll zavara okoz.
Legjellemzőbb tünete, hogy a beteg szándékosan, tervbe vetten gyújtogat, mert a tűz léte, látványa, és a tűz által végzett pusztítás látványa pillanatnyi örömet okoz neki. A beteg személy nem tud szabadulni a tűz látványától, ami szinte teljesen megbabonázza. Nem tud ellenállni a tűz kísértésének.
A pirománia már hatéves korban is kialakulhat, többségében férfiaknál. A gyújtogatás előtt feszült lelkiállapot keletkezik, amit csak azzal oldhat, ha végrehajtja a cselekedetet. Ezután jelentkezik a bűntudat, megbánás, önmarcangolás (érvágás).

## Előzmények
- Bűntudat
- Erős pszichés izgalom
- Fokozott izgalmi állapot
- Függőség
- Izgatottság
- Kétségbeesés
- Lelkiismeretfurdalás
- Önkontroll elvesztése
- Önvádlás
- Ellenállhatatlanul szereti nézni az égő tüzet
- Társadalmi kötelezettségek figyelmen kívül hagyása
- Irracionális, énidegen cselekvésre való késztetés
- Szándékos és tervszerű tűzgyújtás több alkalommal

A pirománia gyógyítására általános terápiát még nem dolgoztak ki. Amennyiben valamely egyéb pszichiátriai betegséggel társul, annak a kezelése jelentősen mérsékelheti az ön- és közveszélyes gyújtogatási vágyat.